# Море Солтона
Море Солтона — трилер 2002 року.

## Сюжет
Після вбивства його коханої дружини, Френк Паркер занурюється у світ, в якому все обман. Змінивши ім'я і зовнішність, він починає небезпечну подорож у злочинному світі, щоб знайти вбивцю дружини, який на пряму пов'язаний з найнебезпечнішими злочинами у місті..